# Forevermore (single)
Forevermore is de twaalfde single van de Nederlandse band Epica. Het lied is geschreven en gecomponeerd door de autistische Ruurd Woltring, met arrangementen door de band zelf in het kader van het NTR-programma Niks te gek!. Het is ook het eerste lied met Rob van der Loo op basgitaar.
Tijdens de "Grote Niks te Gek! Kerstshow" (een kerstspecial van Niks te gek!), werd bekendgemaakt dat de videoclip voor de single, op dat moment, meer dan 100.000 keer is bekeken over het hele internet, en daarom werd Woltring een gouden plaat toegekend.

## Tracklist
1. Forevermore - 3:38

## Personeel

### EPICA
- Simone Simons - zang
- Mark Jansen - slaggitaar, grunts
- Isaac Delahaye - sologitaar, akoestische gitaar
- Ariën van Weesenbeek - drums
- Coen Janssen - toetsen
- Rob van der Loo - basgitaar

### Gastmuzikanten
- Ruurd Woltring - zang, screams

### Crew
- Joost van den Broek - orkestraties
- Maarten de Peijper - producer
- Jos Driessen - engineer